# البلد (جحانة)

تعديل مصدري - تعديل

البلد هي إحدى قرى عزلة مسور بمديرية جحانة التابعة لمحافظة صنعاء، بلغ تعداد سكانها 696 نسمة حسب تعداد اليمن لعام 2004.